# Economia informal
Una economia informal o economia submergida és el sector de l'economia de mercat en què alguns tipus de renda o dels recursos per generar-la no són regulats per les institucions de la societat de manera legal; és a dir, és l'activitat econòmica que no pot ser controlada i de la qual no es recapten impostos, i que no s'inclou en el producte interior brut. Encara que l'economia informal sovint s'associa als països en vies de desenvolupament, tots els sistemes econòmics contenen un sector informal. Encara que sovint s'utilitzen com a sinònims, una economia subterrània o un mercat negre sovint inclouen activitats criminals, fonts il·legals, violacions als drets d'autor i fins i tot blanqueig de diners.